# قائمة مطارات الكويت
فيما يلي قائمة بالمطارات الواقعة في الكويت.
| المدينة       | إيكاو | إياتا | اسم المطار               | الإحداثيات                                     |
| ------------- | ----- | ----- | ------------------------ | ---------------------------------------------- |
| مطارات مدنية  |       |       |                          |                                                |
| مدينة الكويت  | OKBK  | KWI   | مطار الكويت الدولي       | 29°13′36″N 047°58′48″E / 29.22667°N 47.98000°E |
| مطارات عسكرية |       |       |                          |                                                |
| الكويت        | OKAJ  |       | قاعدة أحمد الجابر الجوية | 28°56′05″N 047°47′31″E / 28.93472°N 47.79194°E |
| الكويت        | OKAS  |       | قاعدة علي السالم الجوية  | 29°20′48″N 047°31′14″E / 29.34667°N 47.52056°E |
| الكويت        | OKDI  |       | قاعدة العديري العسكرية   | 29°41′51″N 047°26′09″E / 29.69750°N 47.43583°E |